# Voldemar Dundur
Voldemar Dundur (en ruso: Вольдемар Дундур; Leningrado, RSFS de Rusia; 8 de abril de 1938 – 14 de abril de 2023) fue un remero de Rusia que participó en los Juegos Olímpicos.

## Carrera
Participó en los Juegos Olímpicos de Roma 1960 en la modalidad de ocho con timonel en la que finalizó en cuarto lugar de la semifinal 3 que ganó Canadá y solo superó a España, por lo que tuvieron que jugar el repechaje, el cual perdieron ante Francia y quedaron fuera de las medallas.